# 特里斯基尼
51°22′59″N 26°27′0″E / 51.38306°N 26.45000°E
特里斯基尼（烏克蘭語：Тріскині），是烏克蘭的村落，位於該國西北部羅夫諾州，由薩爾內區負責管轄，始建於1577年，面積1.49平方公里，海拔高度155米，人口1,505，人口密度每平方公里1,011.4人。